# Liquid Mind
Liquid Mind – to projekt muzyczny amerykańskiego muzyka, kompozytora i producenta Chucka Wilda. Wydawane przez niego albumy są połączeniem muzyki ambient, relaksacyjnej i elektronicznej. W swoim dorobku muzycznym obejmującym trzy dekady Chuck, napisał 125 piosenek i kompozycji dla telewizji i filmu.

## Życiorys
Wychował się w mieście Kansas, w stanie Missouri. Pobierał prywatne lekcje muzyki już w wieku 4 lat. Kiedy uczęszczał do szkoły średniej uczył się u profesora Herba Sixa z Uniwersytetu Missouri (Konserwatorium muzyki i tańca) oraz pianistów Jocelyna Rectora, Verna Brinkleya Boyera, i Steve'a Millera. Po odbyciu 4 letniej służby w Marynarce Wojennej Stanów Zjednoczonych w latach 70. skupił się na karierze muzycznej, grając w licznych zespołach bluesowych, popowych i rockowych. W latach 1980–1984 grał na syntezatorach. Od 1987 roku do 1991 pisał piosenki dla Lorimar Telepictures i Warner/Chappell Music w Los Angeles. Wspólnie napisał z Marti Sharron piosenkę dla Jennifer Rush You're My One and Only, która była hitem nr 1 w Europie.
W 1987 Wild wspólnie skomponował z Michaelem Hoenigiem muzykę do serialu telewizyjnego Max Headroom. W 1992 w Bing Theater w Los Angeles była zaprezentowana jego pierwsza kompozycja na dwa pianina Los Angeles Fantasy. W tym samym roku Chuck współtworzył muzykę do filmu dokumentalnego The Panama Deception, pokazującego inwazje na Panamę od "innej" strony, obnażając przy tym amerykański imperializm. Film otrzymał oskara w kategorii "najlepszy film dokumentalny".
Od 1988 Chuck Wild udzielał się w różnych projektach, wśród których można wymienić; album HIStory Michaela Jacksona, album Forever Your Girl Pauli Abdul etc. Od 1994 roku Chuck zainteresował się uspokajającą, kojącą (leczniczą) muzyką, łagodzącą niepokój i wprowadzającą w stan głębokiego relaksu. W tym samym roku założył własne studio nagrań – Chuck Wild Records i zaczął wydawać uspokajającą muzykę pod nazwą Liquid Mind. Sam Chuck mówi, że postanowił stworzyć uspokajającą muzykę dla rodziny i swoich przyjaciół, którzy cały czas mieli do czynienia ze stresem w pracy, czy ludzi ze śmiertelnymi chorobami, jak rak czy HIV.

## Dyskografia
- 1994 – Ambience Minimus
- 1996 – Slow World
- 1999 – Balance
- 2000 – Unity
- 2001 – Serenity
- 2003 – Spirit
- 2004 – Reflection
- 2006 – Sleep
- 2007 – Relax
- 2009 – IX: Lullaby

## Artyści dla których napisał utwory
- Jennifer Rush
- Pascal “G”
- Pointer Sisters
- Tommy Page
- David Pomeranz
- Carol Leigh
- Wink
- Glenn Medeiros
- Gary Lemel
- Timothy Leary
- Philip Bailey
- Pearl
- Scott Mayo
- Uffe Persson
- Thelma Houston
- Eric and the Good Good Feeling
- Vector
- Angela Cole
- Johnny “P”
- Hidden Faces[4]

## Teksty piosenek, kompozycje dla telewizji i filmu
- Away We Go (Film) reżyseria Sam Mendes, (Wykorzystano piosenkę Liquid Mind)
- Dancing With the Stars (utwór)
- Peace (utwór skomponowany przez Vice-Maslin/Wild) w filmie The Perfect Holiday
- Sabado (utwór skomponowany przez Vice-Maslin/Wild/Blue-Puche) w filmie A Modern Twain Story: The Prince and the Pauper
- Angel (utwór)
- Young and the Restless (utwór)
- Above Suspiction (film)
- Ressurection BLVD.
- Agency (HD NET)
- That's Life
- E-True Hollywood Story
- Extra
- Tourist
- Mad About You
- On The Road